# Голден-Веллі (Аризона)
Голден-Веллі (англ. Golden Valley) — переписна місцевість (CDP) в США, в окрузі Могаве штату Аризона. Населення — 8801 особа (2020).

## Географія
Голден-Веллі розташований за координатами 35°12′22″ пн. ш. 114°13′58″ зх. д. / 35.20611° пн. ш. 114.23278° зх. д. (35.206066, -114.232753). За даними Бюро перепису населення США в 2010 році переписна місцевість мала площу 203,95 км², уся площа — суходіл.

## Демографія
Згідно з переписом 2010 року, у переписній місцевості мешкало 8370 осіб у 3605 домогосподарствах у складі 2319 родин. Густота населення становила 41 особа/км². Було 4342 помешкання (21/км²).
Расовий склад населення:
| - 90,9 % — білих - 1,5 % — корінних американців - 0,9 % — азіатів - 0,5 % — чорних або афроамериканців - 0,3 % — вихідців з тихоокеанських островів - 3,1 % — осіб інших рас |

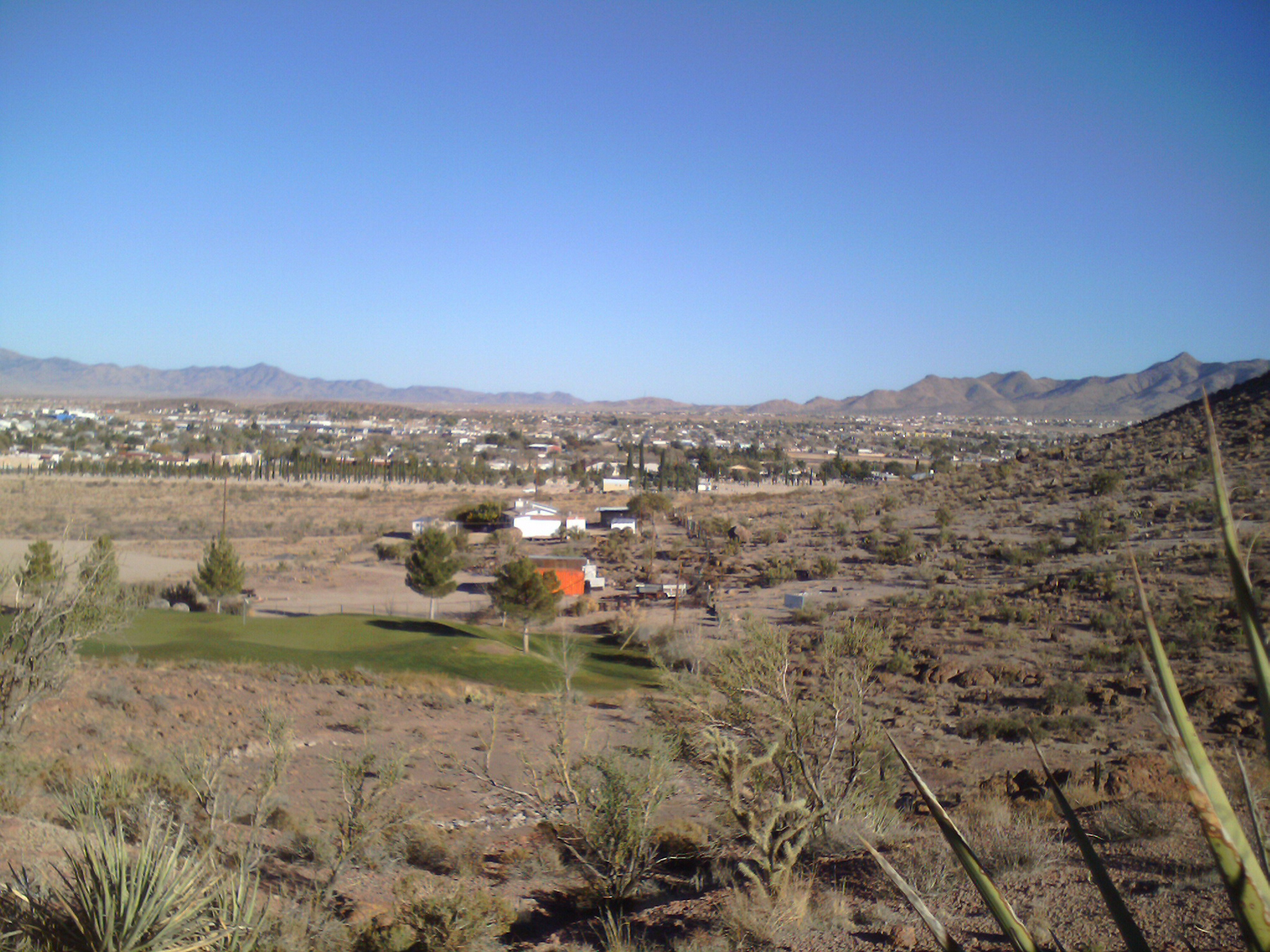
Вид на Голден-Вейллі на захід від Кінгмена

До двох чи більше рас належало 2,8 %. Частка іспаномовних становила 10,5 % від усіх жителів.
За віковим діапазоном населення розподілялося таким чином: 17,1 % — особи молодші 18 років, 57,2 % — особи у віці 18—64 років, 25,7 % — особи у віці 65 років та старші. Медіана віку мешканця становила 52,7 року. На 100 осіб жіночої статі у переписній місцевості припадало 106,8 чоловіків; на 100 жінок у віці від 18 років та старших — 105,7 чоловіків також старших 18 років.
Середній дохід на одне домашнє господарство становив 38 346 доларів США (медіана — 33 639), а середній дохід на одну сім'ю — 45 813 долари (медіана — 40 968). Медіана доходів становила 31 082 долари для чоловіків та 27 472 долари для жінок. За межею бідності перебувало 25,1 % осіб, у тому числі 48,8 % дітей у віці до 18 років та 7,8 % осіб у віці 65 років та старших.
Цивільне працевлаштоване населення становило 2491 осіб. Основні галузі зайнятості: роздрібна торгівля — 26,8 %, освіта, охорона здоров'я та соціальна допомога — 13,4 %, виробництво — 10,4 %, мистецтво, розваги та відпочинок — 9,8 %.